# Gator Bowl
El Gator Bowl, llamado TaxSlayer Gator Bowl por razones de patrocinio, es un bowl de fútbol americano universitario que se juega anualmente en la ciudad de Jacksonville, Florida de manera ininterrumpida desde 1946, siendo el sexto bowl más viejo que todavía sigue en actividad, además de ser el primero en ser televisado a nivel nacional. Originalmente el partido se jugó en el Gator Bowl Stadium hasta 1993, pasando a la edición de 1994 en el Ben Hill Griffin Stadium en Gainesville luego de que el Gator Bowl Stadium fuera demolido para construir el Jacksonville Municipal Stadium. La sede, ahora conocida como TIAA Bank Field, ha sido la sede del Gator Bowl desde 1996.
Desde 2012 es patrocinado por TaxSlayer.com, y desde 2018 es oficialmente conocido como TaxSlayer Gator Bowl. De 2015 a 2017, solo era conocido como TaxSlayer Bowl. Patrocinadores previos fueron Progressive Insurance (2011), Konica Minolta (2008–10), Toyota (1995–2007), Outback Steakhouse (1992–94), y Mazda (1986–91).

## Historia
Según en escritor Anthony C. DiMarco, Charles Hilty Sr. fue el primero en crear el evento. Junto con Ray McCarthy, Maurice Cherry, y W. C. Ivey, pusieron 10 000 $ para realizar el primer partido, en el Fairfield Stadium, en enero de 1946.
Las dos primeras ediciones no vendieron la totalidad de las entradas a pesar de ser un estadio pequeño, para solo 7362 en el juego de 1946 Wake Forest Demon Deacons venció a South Carolina Gamecocks 26–14. La capacidad del estadio fue aumentada en 1948 y pasó a llamarse Gator Bowl Stadium por el evento. Sin embargo, fue hasta 1949 en el partido entre Clemson Tigers y Missouri Tigers que las localidades fueron totalmente vendidas del Gator Bowl: 16 666 por el empate 20–20 entre Maryland y Georgia aumentó a 32 939 en el partido donde Clemson venció a Missouri 24–23 con un gol de campo de Jack Miller.
En los años 1970 la asistencia rondó entre 60 000–70 000 espectadores.
El Gator Bowl es uno de los eventos deportivos principales en Jacksonville, pero está asociado con una tragedia. El 29 de diciembre de 1963 el Hotel Roosevelt a las afueras de Jacksonville se prendió en llamas luego de la fiesta al terminar el Gator Bowl. Más tarde se determinó que la fiesta no causó el incendio, y que solo fue una coincidencia. En el incidente murieron 22 personas.
En la edición de 1978 entre Ohio State y Clemson, el entrenador de Ohio State Woody Hayes perdió la cabeza al terminar el juego luego de una intercepción del tackle nariz de Clemson Charlie Bauman, parándose en frente del jugador a un pase del mariscal Art Schlichter. Bauman mandó el balón fuera del campo en el lado de Ohio State y Hayes le lanzó un derechazo a Bauman. Los Tigers ganaron 17–15 sobre los Buckeyes, cuando Hayes fue despedido al día siguiente de su cargo al irse de Jacksonville.
Para la edición de 2010 entre Florida State y West Virginia, el entrenador de Florida State Bobby Bowden (quien anteriormente ocupó el mismo puesto en West Virginia) dirigió el último partido de su carrera. Bowden era el entrenador de Florida State desde 1976 y ganó dos campeonatos nacionales, 13 campeonatos de la ACC, y una racha de 14 años finalizando entre los primeros cinco lugares del país en ese tiempo. Asistió una cantidad récord de 84 000 espectadores cuando Bowden salió del campo en hombros luego de la victoria 33–21 de Florida State.

### Patrocinio de TaxSlayer

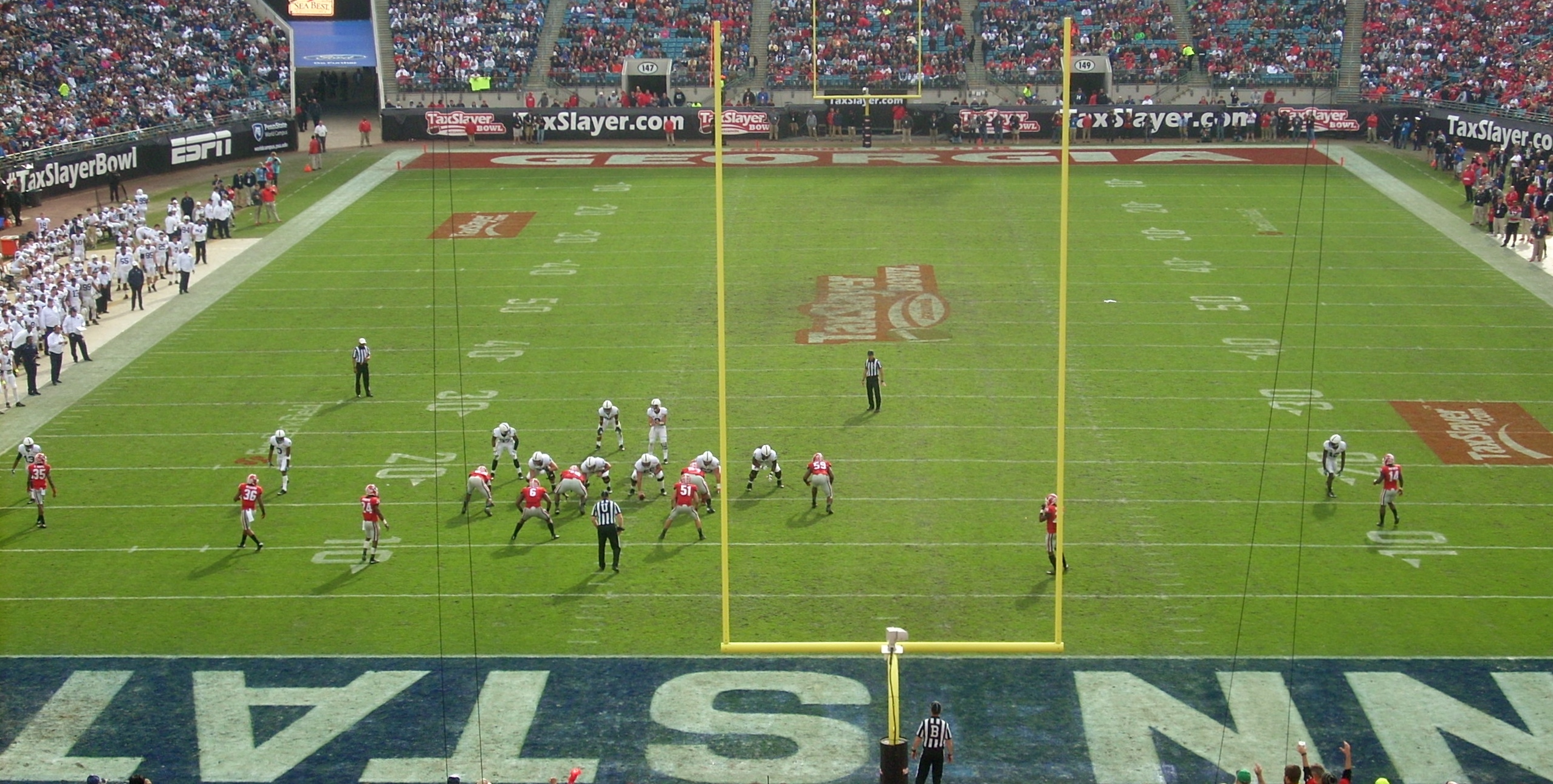
La edición de 2016 entre Penn State Nittany Lions y Georgia Bulldogs.

En 2014, Gator Bowl Sports anunció que el bowl pasaría a llamarse TaxSlayer Bowl por los siguientes seis años cortesía de TaxSlayer.com. Como resultado del acuerdo, el bowl aumentó el premio y pasó a jugarse el 2 de enero en 2015 y 2016. Un nuevo logo fue lanzado en abril de 2014. Para la edición de 2018 se reinstaló la palabra "Gator" en el nombre por primera vez desde la edición de 2015, y pasó a llamarse TaxSlayer Gator Bowl.

## Organización
El partido es organizado por Gator Bowl Sports. Fundado como Gator Bowl Association en 1945, la organización se expandió en 2013 a otros deportes y eventos e incrementó sus aportes en caridad.
La asociación está compuesta por 225 miembros, 84 jefes del club y patrocinios, más de 700 voluntarios, más de una docena de miembros del staff. Además del Gator Bowl, la GBA coordina otros eventos. Ha sido sede del ACC Championship Game del 2005 a 2007 y del River City Showdown, una sede neutral para los Florida State Seminoles y otro equipo en 2007 y 2008.

## Equipos Participantes Recurrentes

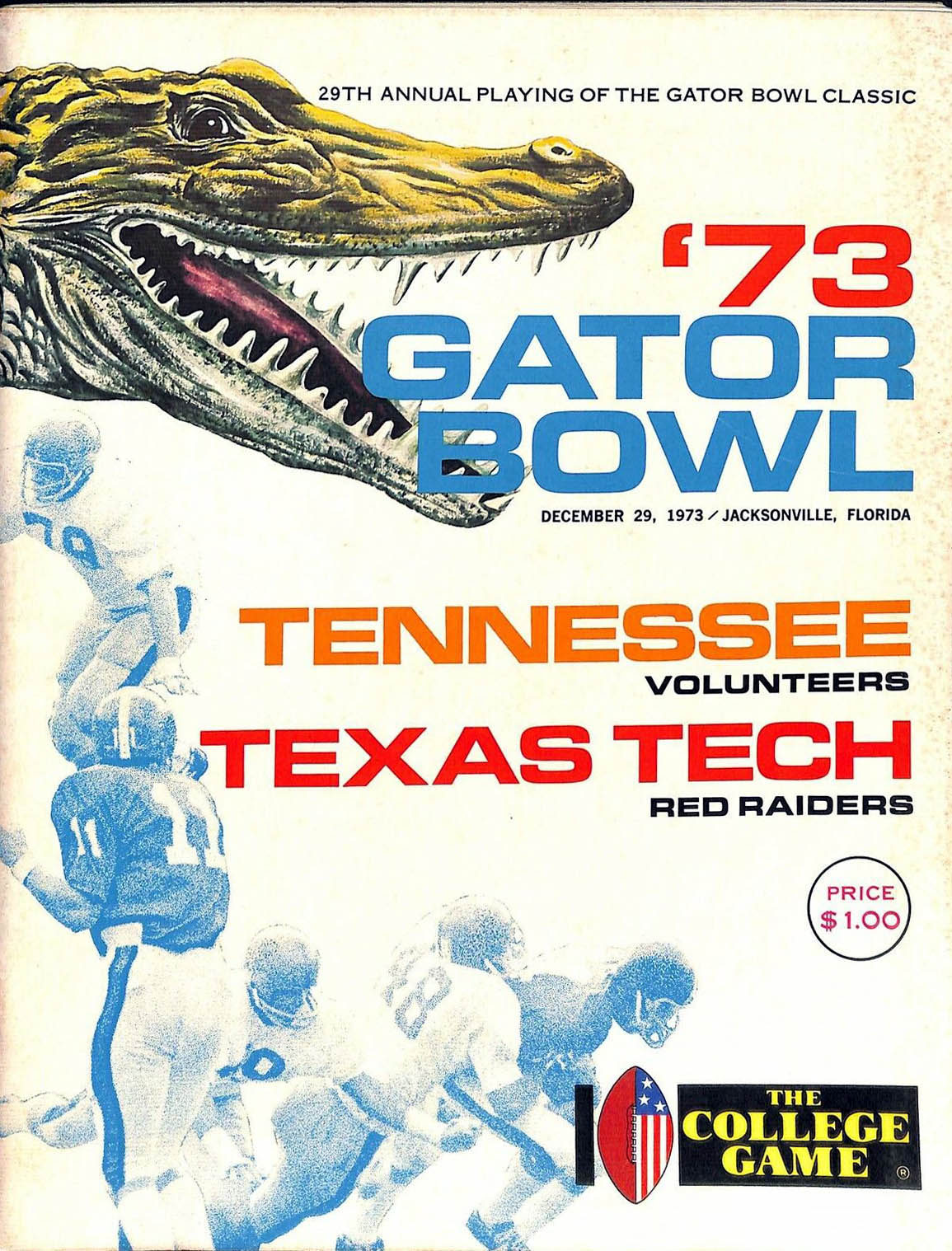
El programa del Gator Bowl de 1973

Entre 1946 y 1952 participaban equipos de la Southern Conference ante un oponente de una universidad grande. A partir de 1953 enfrentaba a equipos de la Southeastern Conference (SEC) ante un equipo histórico. De 1953 a 1975 al menos un equipo de la SEC jugó 20 de 24 partidos, y en tres de ellos fue entre equipos de la SEC. De 1976 a 1995 usualmente, no siempre, enfrentaba a un equipo del sureste del país ante un rival de otra zona del país. Equipos de la Atlantic Coast Conference (ACC) jugaron 10 de esos 20 partidos.
Entre 1996 y 2006 el Gator Bowl tradicionalmente contó con la participación del subcampeón de la ACC ante el segundo lugar del Big East Conference. Con la edición de 2007, el subcampeón de la ACC era elegido para jugar el Chick-fil-A Bowl y el Gator Bowl mandaba al tercer lugar de la ACC ante un equipo del Big East (usualmente el subcampeón al menos de que lograra clasificar al Bowl Championship Series), el Big 12 Conference, a un equipo independiente como Notre Dame Fighting Irish (quien tomaría el lugar del equipo del Big East). El contrato, que era de cuatro años, fue en alianza con el Sun Bowl, con el Gator Bowl eligiendo primero a los equipos, y ambos bowls incluían a equipos del Big East y Big 12. En las dos ediciones previas del Gator Bowls enfrentaron a Texas Tech Red Raiders y Nebraska Cornhuskers, ambos del Big 12, un equipo del Big East o Notre Dame jugaron en la edición del 2010 Gator Bowl por los términos del contrato (West Virginia perdió con Florida State ese juego).
En 2010 las conferencias tuvieron un cambio, como el Big East y Notre Dame firmaron un contrato híbrido para también jugar en el Champs Sports Bowl en 2010, cuando el Gator Bowl no renovó el contrato con el Big 12. El Gator Bowl incorporó a equipos de la SEC y el Big Ten Conference iniciando el 2010, junto al Capital One Bowl y el Outback Bowl como el tercer bowl entre Big Ten-SEC en Año Nuevo. Iniciando en 2015, el bowl regresa a un acuerdo híbrido por seis años, con equipos de la SEC ante equipos del ACC por tres años y con equipos del Big Ten los siguientes tres; el Notre Dame Fighting Irish también fue elegible en sus años dentro del ACC.
Tras 74 partidos (la edición de 2018), 38 tuvieron a ambos equipos clasificados a nivel nacional (por la AP Poll), el más reciente en 2006. El mejor equipo clasificado que participó fue n.º 3 Pittsburgh en la edición de 1980.

## Patrocinadores
Mazda fue el primer patrocinador, iniciando en 1986 por los siguientes cinco años. Outback Steakhouse patrocinó el Gator Bowl por tres años a partir de 1992, antes de conseguir el Outback Bowl en Tampa, Florida. Entre 1996–2006 fue Toyota. Konica Minolta fue el patrocinador de 2007 a 2010. En 2010 la Gator Bowl Association anunció a Progressive Insurance como patrocinador e la edición de 2011. En septiembre de 2011 GBA anunció un acuerdo multianual de parocinio con TaxSlayer.com.

## Resultados
| Fecha      | Nombre          | Campeón               | Campeón | Finalista            | Finalista | Asistencia |
| ---------- | --------------- | --------------------- | ------- | -------------------- | --------- | ---------- |
| 1-1-1946   | Gator Bowl      | #19 Wake Forest       | 26      | South Carolina       | 14        | 7362       |
| 1-1-1947   | Gator Bowl      | #14 Oklahoma          | 34      | #18 NC State         | 13        | 10 134     |
| 1-1-1948   | Gator Bowl      | Georgia               | 20      | Maryland             | 20        | 16 666     |
| 1-1-1949   | Gator Bowl      | #11 Clemson           | 24      | Missouri             | 23        | 32 939     |
| 2-1-1950   | Gator Bowl      | #14 Maryland          | 20      | #20 Missouri         | 7         | 18 409     |
| 1-1-1951   | Gator Bowl      | #12 Wyoming           | 20      | #18 Washington & Lee | 7         | 7362       |
| 1-1-1952   | Gator Bowl      | Miami (Florida)       | 14      | #19 Clemson          | 0         | 34 577     |
| 1-1-1953   | Gator Bowl      | #15 Florida           | 14      | #12 Tulsa            | 13        | 28 340     |
| 1-1-1954   | Gator Bowl      | #12 Texas Tech        | 35      | #17 Auburn           | 13        | 28 641     |
| 31-12-1954 | Gator Bowl      | #13 Auburn            | 33      | #18 Baylor           | 13        | 28 426     |
| 31-12-1955 | Gator Bowl      | #8 Vanderbilt         | 25      | Auburn               | 13        | 32 174     |
| 29-12-1956 | Gator Bowl      | #4 Georgia Tech       | 21      | #13 Pittsburgh       | 14        | 32 256     |
| 28-12-1957 | Gator Bowl      | #13 Tennessee         | 3       | #9 Texas A&M         | 0         | 41 160     |
| 27-12-1958 | Gator Bowl      | #11 Ole Miss          | 7       | #14 Florida          | 3         | 41 312     |
| 2-1-1960   | Gator Bowl      | #9 Arkansas           | 14      | Georgia Tech         | 7         | 45 104     |
| 31-12-1960 | Gator Bowl      | #18 Florida           | 13      | #12 Baylor           | 12        | 50 122     |
| 30-12-1961 | Gator Bowl      | #17 Penn State        | 30      | #13 Georgia Tech     | 15        | 50 202     |
| 29-12-1962 | Gator Bowl      | Florida               | 17      | #9 Penn State        | 7         | 50 026     |
| 28-12-1963 | 1963 Gator Bowl | North Carolina        | 35      | Air Force            | 0         | 50 018     |
| 2-1-1965   | Gator Bowl      | Florida State         | 36      | Oklahoma             | 19        | 50 408     |
| 31-12-1965 | Gator Bowl      | Georgia Tech          | 31      | #10 Texas Tech       | 21        | 60 127     |
| 31-12-1966 | Gator Bowl      | Tennessee             | 18      | Syracuse             | 12        | 60 312     |
| 30-12-1967 | Gator Bowl      | #10 Penn State        | 17      | Florida State        | 17        | 68 019     |
| 28-12-1968 | Gator Bowl      | #16 Missouri          | 35      | #12 Alabama          | 10        | 68 011     |
| 27-12-1969 | Gator Bowl      | #15 Florida           | 14      | #11 Tennessee        | 13        | 72 248     |
| 2-1-1971   | Gator Bowl      | #10 Auburn            | 35      | Ole Miss             | 28        | 71 136     |
| 31-12-1971 | Gator Bowl      | #6 Georgia            | 7       | North Carolina       | 3         | 71 208     |
| 30-12-1972 | Gator Bowl      | #6 Auburn             | 24      | #13 Colorado         | 3         | 71 214     |
| 29-12-1973 | Gator Bowl      | #11 Texas Tech        | 28      | #20 Tennessee        | 19        | 62 109     |
| 30-12-1974 | Gator Bowl      | #6 Auburn             | 27      | #11 Texas            | 3         | 63 811     |
| 29-12-1975 | Gator Bowl      | #17 Maryland          | 13      | #13 Florida          | 0         | 64 012     |
| 27-12-1976 | Gator Bowl      | #15 Notre Dame        | 20      | #20 Penn State       | 9         | 67 837     |
| 30-12-1977 | Gator Bowl      | #10 Pittsburgh        | 34      | #11 Clemson          | 3         | 72 289     |
| 29-12-1978 | Gator Bowl      | #7 Clemson            | 17      | #20 Ohio State       | 15        | 72 011     |
| 28-12-1979 | Gator Bowl      | North Carolina        | 17      | #14 Michigan         | 15        | 70 407     |
| 29-12-1980 | Gator Bowl      | #3 Pittsburgh         | 37      | #18 South Carolina   | 9         | 72 297     |
| 28-12-1981 | Gator Bowl      | #11 North Carolina    | 31      | Arkansas             | 27        | 71 009     |
| 30-12-1982 | Gator Bowl      | Florida State         | 31      | #10 West Virginia    | 12        | 80 913     |
| 30-12-1983 | Gator Bowl      | #11 Florida           | 14      | #10 Iowa             | 6         | 81 293     |
| 28-12-1984 | Gator Bowl      | #9 Oklahoma State     | 21      | #7 South Carolina    | 14        | 82 138     |
| 30-12-1985 | Gator Bowl      | #18 Florida State     | 34      | #19 Oklahoma State   | 23        | 79 417     |
| 27-12-1986 | Gator Bowl      | Clemson               | 27      | #20 Stanford         | 21        | 80 104     |
| 31-12-1987 | Gator Bowl      | #7 LSU                | 30      | #9 South Carolina    | 13        | 82 119     |
| 1-1-1989   | Gator Bowl      | #19 Georgia           | 34      | Michigan State       | 27        | 76 236     |
| 30-12-1989 | Gator Bowl      | #14 Clemson           | 27      | #17 West Virginia    | 7         | 82 911     |
| 1-1-1991   | Gator Bowl      | #12 Michigan          | 35      | #15 Ole Miss         | 3         | 68 297     |
| 29-12-1991 | Gator Bowl      | #20 Oklahoma          | 48      | #19 Virginia         | 14        | 62 003     |
| 31-12-1992 | Gator Bowl      | #14 Florida           | 27      | #12 NC State         | 10        | 71 233     |
| 31-12-1993 | Gator Bowl      | #18 Alabama           | 24      | #12 North Carolina   | 10        | 67 205     |
| 30-12-1994 | Gator Bowl      | Tennessee             | 45      | #17 Virginia Tech    | 23        | 62 200     |
| 1-1-1996   | Gator Bowl      | Syracuse              | 41      | #23 Clemson          | 0         | 67 940     |
| 1-1-1997   | Gator Bowl      | #12 North Carolina    | 20      | #25 West Virginia    | 13        | 52 103     |
| 1-1-1998   | Gator Bowl      | #7 North Carolina     | 42      | Virginia Tech        | 3         | 54 116     |
| 1-1-1999   | Gator Bowl      | #12 Georgia Tech      | 35      | #17 Notre Dame       | 28        | 70 791     |
| 1-1-2000   | Gator Bowl      | #23 Miami (Florida)   | 28      | #17 Georgia Tech     | 13        | 43 416     |
| 1-1-2001   | Gator Bowl      | #6 Virginia Tech      | 41      | #16 Clemson          | 20        | 68 741     |
| 1-1-2002   | Gator Bowl      | #24 Florida State     | 30      | #15 Virginia Tech    | 17        | 72 202     |
| 1-1-2003   | Gator Bowl      | #17 NC State          | 28      | #11 Notre Dame       | 6         | 73 491     |
| 1-1-2004   | Gator Bowl      | #23 Maryland          | 41      | #20 West Virginia    | 7         | 78 891     |
| 1-1-2005   | Gator Bowl      | #17 Florida State     | 30      | West Virginia        | 18        | 70 112     |
| 2-1-2006   | Gator Bowl      | #12 Virginia Tech     | 35      | #15 Louisville       | 24        | 63 780     |
| 1-1-2007   | Gator Bowl      | #13 West Virginia     | 38      | Georgia Tech         | 35        | 67 714     |
| 1-1-2008   | Gator Bowl      | Texas Tech            | 31      | #21 Virginia         | 28        | 60 243     |
| 1-1-2009   | Gator Bowl      | Nebraska              | 26      | Clemson              | 21        | 67 232     |
| 1-1-2010   | Gator Bowl      | Florida State         | 33      | #18 West Virginia    | 21        | 84 129     |
| 1-1-2011   | Gator Bowl      | #21 Mississippi State | 52      | Michigan             | 14        | 68 325     |
| 2-1-2012   | Gator Bowl      | Florida               | 24      | Ohio State           | 17        | 61 312     |
| 1-1-2013   | Gator Bowl      | #21 Northwestern      | 34      | Mississippi State    | 20        | 60 712     |
| 1-1-2014   | Gator Bowl      | Nebraska              | 24      | #22 Georgia          | 19        | 60 712     |
| 2-1-2015   | TaxSlayer Bowl  | Tennessee             | 45      | Iowa                 | 28        | 56 310     |
| 2-1-2016   | TaxSlayer Bowl  | Georgia               | 24      | Penn State           | 17        | 58 212     |
| 31-12-2016 | TaxSlayer Bowl  | Georgia Tech          | 33      | Kentucky             | 18        | 43 102     |
| 30-12-2017 | TaxSlayer Bowl  | #24 Mississippi State | 31      | Louisville           | 27        | 41 310     |
| 31-12-2018 | Gator Bowl      | #21 Texas A&M         | 52      | NC State             | 13        | 38 206     |
| 2-1-2020   | Gator Bowl      | Tennessee             | 23      | Indiana              | 22        | 61 789     |
| 2-1-2021   | Gator Bowl      | Kentucky              | 23      | #24 NC State         | 21        | 10 422     |
| 31-12-2021 | Gator Bowl      | #20 Wake Forest       | 38      | Rutgers              | 10        | 28 508     |
| 30-12-2022 | Gator Bowl      | #19 Notre Dame        | 45      | #20 South Carolina   | 38        | 67 383     |

- Fuente:[15]

## Paticipaciones

### Por Equipo
| #   | Equipo            | Apariciones | Record |
| --- | ----------------- | ----------- | ------ |
| T1  | Florida           | 9           | 7–2    |
| T1  | Clemson           | 9           | 4–5    |
| 3   | Georgia Tech      | 8           | 4–4    |
| T4  | Florida State     | 7           | 6–0–1  |
| T4  | North Carolina    | 7           | 5–2    |
| T4  | Tennessee         | 7           | 5–2    |
| T4  | West Virginia     | 7           | 1–6    |
| 8   | Auburn            | 6           | 4–2    |
| T9  | Georgia           | 5           | 3–1–1  |
| T9  | Virginia Tech     | 5           | 2–3    |
| T9  | Penn State        | 5           | 1–3–1  |
| T9  | NC State          | 5           | 1–4    |
| T9  | South Carolina    | 5           | 0–5    |
| T14 | Maryland          | 4           | 3–0–1  |
| T14 | Texas Tech        | 4           | 3–1    |
| T14 | Notre Dame        | 4           | 2–2    |
| T17 | Mississippi State | 3           | 2–1    |
| T17 | Oklahoma          | 3           | 2–1    |
| T17 | Pittsburgh        | 3           | 2–1    |
| T17 | Michigan          | 3           | 1–2    |
| T17 | Ole Miss          | 3           | 1–2    |
| T17 | Missouri          | 3           | 1–2    |

| #   | Equipo          | Apariciones | Record |
| --- | --------------- | ----------- | ------ |
| T23 | Miami (Florida) | 2           | 2–0    |
| T23 | Nebraska        | 2           | 2–0    |
| T23 | Wake Forest     | 2           | 2–0    |
| T23 | Alabama         | 2           | 1–1    |
| T23 | Arkansas        | 2           | 1–1    |
| T23 | Kentucky        | 2           | 1–1    |
| T23 | Oklahoma State  | 2           | 1–1    |
| T23 | Syracuse        | 2           | 1–1    |
| T23 | Texas A&M       | 2           | 1–1    |
| T23 | Baylor          | 2           | 0–2    |
| T23 | Iowa            | 2           | 0–2    |
| T23 | Louisville      | 2           | 0–2    |
| T23 | Ohio State      | 2           | 0–2    |
| T23 | Virginia        | 2           | 0–2    |

Equipos con una sola aparición
- Ganaron (4): LSU, Northwestern, Vanderbilt, Wyoming
- Perdieron (9): Air Force, Colorado, Indiana, Michigan State, Rutgers, Stanford, Texas, Tulsa, Washington & Lee

### Por Conferencia
| SEC            | 44 | 28 | 15 | 1 | 1952*, 1954, 1955, 1956, 1957, 1958, 1960, 1962, 1966, 1969, 1970*, 1971, 1972, 1974, 1983, 1987, 1988*, 1992, 1993, 1994, 2010*, 2011*, 2014*, 2015*, 2017, 2018, 2019*, 2020* | 1953*, 1955, 1958, 1959*, 1961, 1968, 1969, 1970*, 1973, 1975, 1990, 2012*, 2013*, 2016, 2022 | 1947*      |
| ACC            | 32 | 18 | 14 | 0 | 1963, 1975, 1978, 1979, 1981, 1986, 1989, 1996*, 1997*, 1998*, 2001*, 2002*, 2003*, 2004*, 2005*, 2009*, 2016, 2021                                                             | 1971, 1977, 1991, 1992, 1993, 1995*, 1999*, 2000*, 2006*, 2007*, 2008*, 2017, 2018, 2020*     |            |
| Independientes | 23 | 10 | 12 | 2 | 1951*, 1961, 1964*, 1965, 1976, 1977, 1980, 1982, 1985, 2022 | 1956, 1962, 1963, 1966, 1976, 1980, 1982, 1984, 1987, 1989, 1998*, 2002*                      | 1967, 1967 |
| Big East       | 12 | 4  | 8  | 0 | 1995*, 1999*, 2000*, 2006* | 1994, 1996*, 1997*, 2001*, 2003*, 2004*, 2005*, 2009*                                         |            |
| Big Ten        | 13 | 3  | 10 | 0 | 1990, 2012*, 2013* | 1978, 1979, 1983, 1988*, 2010*, 2011*, 2014*, 2015*, 2019*, 2021                              |            |
| Big Eight      | 9  | 4  | 5  | 0 | 1946*, 1968, 1984, 1991 | 1948*, 1949*, 1964*, 1972, 1985                                                               |            |
| SoCon          | 8  | 3  | 4  | 1 | 1945*, 1948*, 1949* | 1945*, 1946*, 1950*, 1951*                                                                    | 1947*      |
| SWC            | 8  | 2  | 6  | 0 | 1959*, 1973 | 1954, 1957, 1960, 1965, 1974, 1981                                                            |            |
| Big 12         | 2  | 2  | 0  | 0 | 2007*, 2008* |                                                                                               |            |
| Border         | 1  | 1  | 0  | 0 | 1953* |                                                                                               |            |
| Skyline        | 1  | 1  | 0  | 0 | 1950* |                                                                                               |            |
| MVC            | 1  | 0  | 1  | 0 | | 1952*                                                                                         |            |
| Pac-10         | 1  | 0  | 1  | 0 | | 1986                                                                                          |            |

- Partidos con asterísco (*) se jugaron en enero del año siguiente.
- Records reflejan las participaciones de los equipos según la conferencia en la que juegan.[17]
- Conferencias difuntas o inacivas del FBS aparecen en cursiva.
- El record del Big Eight incluye apariciones cuando la conferencia era conocida como Big Six y Big Seven.
- Los equipos del Big East han hecho 1 apariciones (reoord 4–8); la American Athletic Conference (The American) conserva las estadísticas tras el reacomodo del 2013.
- Dos equipos de la misma conferencia se han enfrentado en cinco ocasiones: 1945*, 1955, 1958, 1969, and 1970*. primeros equipos de la SoCon, y luego equipos del SEC.
- Los equipos independientes se han enfrentado en cuatro ocasiones: 1967, 1976, 1980, and 1982.
- Apariciones independientes (23): Air Force (1963), Florida State (1964*, 1967, 1982, 1985), Georgia Tech (1965), Miami (FL) (1951*), Notre Dame (1976, 1998*, 2002*), Penn State (1961, 1962, 1967, 1976), Pittsburgh (1956, 1977, 1980), South Carolina (1980, 1984, 1987), Syracuse (1966), y West Virginia (1982, 1989).

## Jugador Más Valioso
| Most Valuable Players | Most Valuable Players        | Most Valuable Players | Most Valuable Players | Most Valuable Players       | Most Valuable Players | Most Valuable Players | Most Valuable Players |
| Fecha                 | MVP                          | Equipo                | Posición              |                             |                       |                       | Ref                   |
| --------------------- | ---------------------------- | --------------------- | --------------------- | --------------------------- | --------------------- | --------------------- | --------------------- |
| 1-1-1946              | Nick Sacrinty                | Wake Forest           | QB                    |                             |                       |                       | [ 18 ]                |
| 1-1-1947              | Joe Golding                  | Oklahoma              | HB                    |                             |                       |                       | [ 18 ]                |
| 1-1-1948              | Lu Gambino                   | Maryland              | HB                    |                             |                       |                       | [ 18 ]                |
| 1-1-1949              | Bobby Gage                   | Clemson               | HB                    |                             |                       |                       | [ 18 ]                |
| 2-1-1950              | Bob Ward                     | Maryland              | G                     |                             |                       |                       | [ 19 ]                |
| 1-1-1951              | Eddie Talboom                | Wyoming               | HB                    |                             |                       |                       | [ 19 ]                |
| 1-1-1952              | Jim Dooley                   | Miami (Florida)       | HB                    |                             |                       |                       | [ 19 ]                |
| Fecha                 | MVP                          | Equipo                | Posición              | MVP                         | Equipo                | Posición              | Ref                   |
| 1-1-1953              | John Hall                    | Florida               | RB                    | Marv Matuszak               | Tulsa                 | T                     | [ 19 ]                |
| 1-1-1954              | Bobby Cavazos                | Texas Tech            | RB                    | Vince Dooley                | Auburn                | QB                    | [ 19 ]                |
| 31-12-1954            | Joe Childress                | Auburn                | FB                    | Billy Hooper                | Baylor                | QB                    | [ 19 ]                |
| 31-12-1955            | Don Orr                      | Vanderbilt            | QB                    | Joe Childress               | Auburn                | FB                    | [ 19 ]                |
| 29-12-1956            | Wade Mitchell                | Georgia Tech          | QB                    | Corny Salvaterra            | Pittsburgh            | QB                    | [ 19 ]                |
| 28-12-1957            | Bobby Gordon                 | Tennessee             | TB                    | John David Crow             | Texas A&M             | HB                    | [ 19 ]                |
| 27-12-1958            | Bobby Franklin               | Ole Miss              | QB                    | Dave Hudson                 | Florida               | E                     | [ 19 ]                |
| 2-1-1960              | Jim Mooty                    | Arkansas              | HB                    | Maxie Baughan               | Georgia Tech          | LB                    | [ 20 ]                |
| 31-12-1960            | Larry Libertore              | Florida               | QB                    | Bobby Ply                   | Baylor                | QB                    | [ 20 ]                |
| 30-12-1961            | Galen Hall                   | Penn State            | QB                    | Joe Auer                    | Georgia Tech          | HB                    | [ 20 ]                |
| 29-12-1962            | Tom Shannon                  | Florida               | QB                    | Dave Robinson               | Penn State            | E                     | [ 20 ]                |
| 28-12-1963            | Ken Willard                  | North Carolina        | RB                    | David Sicks                 | Air Force             | C                     | [ 20 ]                |
| 2-1-1965              | Steve Tensi Fred Biletnikoff | Florida State         | QB SE                 | Carl McAdams                | Oklahoma              | LB                    | [ 20 ]                |
| 31-12-1965            | Lenny Snow                   | Georgia Tech          | TB                    | Donny Anderson              | Texas Tech            | RB                    | [ 20 ]                |
| 31-12-1966            | Dewey Warren                 | Tennessee             | QB                    | Floyd Little                | Syracuse              | HB                    | [ 20 ]                |
| 30-12-1967            | Kim Hammond                  | Florida State         | QB                    | Tom Sherman                 | Penn State            | QB                    | [ 20 ]                |
| 28-12-1968            | Terry McMillan               | Missouri              | QB                    | Mike Hall                   | Alabama               | LB                    | [ 20 ]                |
| 27-12-1969            | Mike Kelley                  | Florida               | LB                    | Curt Watson                 | Tennessee             | FB                    | [ 20 ]                |
| 2-1-1971              | Pat Sullivan                 | Auburn                | QB                    | Archie Manning              | Ole Miss              | QB                    | [ 21 ]                |
| 31-12-1971            | Jimmy Poulos                 | Georgia               | TB                    | James Webster               | North Carolina        | LB                    | [ 21 ]                |
| 30-12-1972            | Wade Whatley                 | Auburn                | QB                    | Mark Cooney                 | Colorado              | LB                    | [ 21 ]                |
| 29-12-1973            | Joe Barnes                   | Texas Tech            | QB                    | Haskel Stanback             | Tennessee             | TB                    | [ 21 ]                |
| 30-12-1974            | Phil Gargis                  | Auburn                | QB                    | Earl Campbell               | Texas                 | RB                    | [ 21 ]                |
| 29-12-1975            | Steve Atkins                 | Maryland              | TB                    | Sammy Green                 | Florida               | LB                    | [ 21 ]                |
| 27-12-1976            | Al Hunter                    | Notre Dame            | HB                    | Jimmy Cefalo                | Penn State            | WR                    | [ 21 ]                |
| 30-12-1977            | Matt Cavanaugh               | Pittsburgh            | QB                    | Jerry Butler                | Clemson               | SE                    | [ 21 ]                |
| 29-12-1978            | Steve Fuller                 | Clemson               | QB                    | Art Schlichter              | Ohio State            | QB                    | [ 21 ]                |
| 28-12-1979            | Matt Kupec Amos Lawrence     | North Carolina        | QB RB                 | John Wangler Anthony Carter | Michigan              | QB WR                 | [ 21 ] [ 22 ]         |
| 29-12-1980            | Rick Trocano                 | Pittsburgh            | QB                    | George Rogers               | South Carolina        | RB                    | [ 23 ]                |
| 28-12-1981            | Kelvin Bryant Ethan Horton   | North Carolina        | TB                    | Gary Anderson               | Arkansas              | RB                    | [ 23 ]                |
| 30-12-1982            | Greg Allen                   | Florida State         | TB                    | Paul Woodside               | West Virginia         | K                     | [ 23 ]                |
| 30-12-1983            | Tony Lilly                   | Florida               | S                     | Owen Gill                   | Iowa                  | FB                    | [ 23 ]                |
| 28-12-1984            | Thurman Thomas               | Oklahoma State        | RB                    | Mike Hold                   | South Carolina        | QB                    | [ 23 ]                |
| 30-12-1985            | Chip Ferguson                | Florida State         | QB                    | Thurman Thomas              | Oklahoma State        | RB                    | [ 23 ]                |
| 27-12-1986            | Rodney Williams              | Clemson               | QB                    | Brad Muster                 | Stanford              | RB                    | [ 23 ]                |
| 31-12-1987            | Wendell Davis                | LSU                   | SE                    | Harold Green                | South Carolina        | RB                    | [ 23 ]                |
| 1-1-1989              | Wayne Johnson                | Georgia               | QB                    | Andre Rison                 | Michigan State        | WR                    | [ 23 ]                |
| 30-12-1989            | Levon Kirkland               | Clemson               | LB                    | Mike Fox                    | West Virginia         | DT                    | [ 23 ]                |
| 1-1-1991              | Offensive Line               | Michigan              | N/A                   | Tyrone Ashley               | Ole Miss              | DB                    | [ 24 ]                |
| 29-12-1991            | Cale Gundy                   | Oklahoma              | QB                    | Tyrone Davis                | Virginia              | DB                    | [ 24 ]                |
| 31-12-1992            | Errict Rhett                 | Florida               | RB                    | Reggie Lawrence             | North Carolina State  | WR                    | [ 24 ]                |
| 31-12-1993            | Brian Burgdorf               | Alabama               | QB                    | Corey Holliday              | North Carolina        | WR                    | [ 24 ]                |
| 30-12-1994            | James Stewart                | Tennessee             | TB                    | Maurice DeShazo             | Virginia Tech         | QB                    | [ 24 ]                |
| 1-1-1996              | Donovan McNabb               | Syracuse              | QB                    | Peter Ford                  | Clemson               | CB                    | [ 24 ]                |
| 1-1-1997              | Oscar Davenport              | North Carolina        | QB                    | David Saunders              | West Virginia         | WR                    | [ 24 ]                |
| 1-1-1998              | Chris Keldorf                | North Carolina        | QB                    | Nick Sorensen               | Virginia Tech         | QB                    | [ 24 ]                |
| 1-1-1999              | Dez White Joe Hamilton       | Georgia Tech          | WR QB                 | Autry Denson                | Notre Dame            | RB                    | [ 24 ]                |
| 1-1-2000              | Nate Webster                 | Miami (Florida)       | LB                    | Joe Hamilton                | Georgia Tech          | QB                    | [ 25 ]                |
| 1-1-2001              | Michael Vick                 | Virginia Tech         | QB                    | Rod Gardner                 | Clemson               | WR                    | [ 25 ]                |
| 1, 2002               | Javon Walker                 | Florida State         | WR                    | André Davis                 | Virginia Tech         | WR                    | [ 25 ]                |
| 1-1-2003              | Philip Rivers                | North Carolina State  | QB                    | Cedric Hillard              | Notre Dame            | NG                    | [ 25 ]                |
| 1-1-2004              | Scott McBrien                | Maryland              | QB                    | Brian King                  | West Virginia         | DB                    | [ 25 ]                |
| 1-1-2005              | Leon Washington              | Florida State         | RB                    | Kay-Jay Harris              | West Virginia         | RB                    | [ 25 ]                |
| 2-1-2006              | Cedric Humes                 | Virginia Tech         | RB                    | Hunter Cantwell             | Louisville            | QB                    | [ 25 ]                |
| 1-1-2007              | Pat White                    | West Virginia         | QB                    | Calvin Johnson              | Georgia Tech          | WR                    | [ 25 ]                |
| 1-1-2008              | Graham Harrell               | Texas Tech            | QB                    | Chris Long                  | Virginia              | DE                    | [ 25 ]                |
| 1-1-2009              | Joe Ganz                     | Nebraska              | QB                    | DaQuan Bowers               | Clemson               | DE                    | [ 25 ]                |
| 1-1-2010              | EJ Manuel                    | Florida State         | QB                    | Noel Devine                 | West Virginia         | HB                    | [ 26 ]                |
| 1-1-2011              | Chris Relf                   | Mississippi State     | QB                    | Denard Robinson             | Michigan              | QB                    | [ 26 ]                |
| 2-1-2012              | Andre Debose                 | Florida               | WR                    | Etienne Sabino              | Ohio State            | LB                    | [ 26 ]                |
| 1-1-2013              | Jared Carpenter              | Northwestern          | S                     | Nickoe Whitley              | Mississippi State     | DB                    | [ 26 ]                |
| 1-1-2014              | Quincy Enunwa                | Nebraska              | WR                    | Todd Gurley                 | Georgia               | TB                    | [ 26 ]                |
| 2-1-2015              | Joshua Dobbs                 | Tennessee             | QB                    | Josey Jewell                | Iowa                  | LB                    | [ 26 ]                |
| 2-1-2016              | Terry Godwin                 | Georgia               | WR                    | Trace McSorley              | Penn State            | QB                    | [ 26 ]                |
| 31-12-2016            | Dedrick Mills                | Georgia Tech          | RB                    | Stephen Johnson II          | Kentucky              | QB                    | [ 26 ]                |
| 30-12-2017            | Mark McLaurin                | Mississippi State     | S                     | Lamar Jackson               | Louisville            | QB                    | [ 26 ]                |
| 31-12-2018            | Trayveon Williams            | Texas A&M             | RB                    | Ryan Finley                 | NC State              | QB                    | [ 26 ]                |
| 2-1-2020              | Eric Gray                    | Tennessee             | RB                    | Peyton Ramsey               | Indiana               | QB                    | [ 27 ] [ 28 ]         |
| 2-1-2021              | Asim Rose Jr.                | Kentucky              | RB                    | Zonovan Knight              | NC State              | RB                    | [ 29 ]                |
| 31-12-2021            | Sam Hartman                  | Wake Forest           | QB                    | Johnny Langan               | Rutgers               | QB                    | [ 30 ] [ 31 ]         |
| 31-12-2022            | Tyler Buchner                | Notre Dame            | QB                    | TBA                         | TBA                   | TBA                   | [ 32 ]                |

- Fuente:[18][19][20][21][23][24][25][26]

## Records
| Equipo                             | Record, Equipo vs. Rival                                                                                   | Año                 |
| ---------------------------------- | --- | ------------------- |
| Más Puntos Anotados                | 52, compartido con: Mississippi State vs. Michigan Texas A&M vs. NC State                                  | 2011 2018           |
| Más Puntos Anotados (perdedor)     | 35, Georgia Tech vs. West Virginia                                                                         | 2007                |
| Más Puntos en Conjunto             | 73, West Virginia (38) vs. Georgia Tech (35)                                                               | 2007                |
| Menos Puntos Permitidos            | 0, más reciente: Syracuse vs. Clemson                                                                      | 1996                |
| Mayor victoria                     | 41, Syracuse (41) vs. Clemson (0)                                                                          | 1996                |
| Yardas Terrestres                  | 423, Auburn vs. Baylor                                                                                     | Dic. 1954           |
| Yardas Aéreas                      | 407, Texas Tech vs. Virginia                                                                               | 2008                |
| Menos Yardas Terrestres Permitidas | 45, Missouri vs. Alabama                                                                                   | 1968                |
| Menos Yardas Aéreas Permitidas     | 0, Alabama vs. Missouri                                                                                    | 1968                |
| Individual                         | Record, Nombre, Equipo vs. Rival                                                                           | Año                 |
| Touchdowns Totales                 | 4, compartido con: Fred Biletnikoff, Florida State vs. Oklahoma James Stewart, Tennessee vs. Virginia Tech | Ene. 1965 Dic. 1994 |
| Yardas Terrestres                  | 236, Trayveon Williams, Texas A&M vs. NC State                                                             | 2018                |
| Touchdowns Terrestres              | 3, 6 jugadores, más reciente: Lee Suggs, Virginia Tech vs. Clemson                                         | 2001                |
| Yardas Aéreas                      | 407, Graham Harrell, Texas Tech vs. Virginia                                                               | 2008                |
| Pases de Touchdown                 | 5, Steve Tensi, Florida State vs. Oklahoma                                                                 | Ene. 1965           |
| Yardas por Recepción               | 252, Andre Rison, Michigan State vs. Georgia                                                               | Ene. 1989           |
| Recepciones de touchdown           | 4, Fred Biletnikoff, Florida State vs. Oklahoma                                                            | Ene. 1965           |
| Intercepciones                     | 4, Jim Dooley, Miami (FL) vs. Clemson                                                                      | 1952                |
| Jugadas Largas                     | Record, Nombre, Equipo vs. Rival                                                                           | Año                 |
| Touchdown Terrestre                | 96, Mikell Simpson, Virginia vs. Texas Tech                                                                | 2008                |
| Pase de touchdown                  | 99, Quincy Enunwa de Tommy Armstrong Jr., Nebraska vs Georgia                                              | 2014                |
| Regreso de Kickoff                 | 99, Andre Debose, Florida vs Ohio State                                                                    | 2012                |
| Regreso de Intercepción            | 90, Charlie Brembs, South Carolina vs. Wake Forest                                                         | 1946                |
| Despeje                            | 76, Bobby Joe Green, Florida vs. Ole Miss                                                                  | 1958                |
| Gol de Campo                       | 51, Brian Lee, Ole Miss vs. Michigan                                                                       | Ene. 1991           |
| Otros                              | Record, Equipos                                                                                            | Año                 |
| Asistencia                         | 84 129, Florida State vs. West Virginia                                                                    | 2010                |

- Fuente:[34][35]